# Березнеговатский сельсовет
Березнеговатский сельсовет — сельское поселение в Добринском районе Липецкой области Российской Федерации.
Административный центр — село Березнеговатка.

## История
Статус и границы сельского поселения установлены Законом Липецкой области от 23 сентября 2004 года № 126-ОЗ «Об установлении границ муниципальных образований Липецкой области»

## Население
| 2010  | 2012  | 2013  | 2014  | 2015  | 2016  | 2017  |
| ----- | ----- | ----- | ----- | ----- | ----- | ----- |
| 1501  | ↘1456 | ↘1413 | ↘1337 | ↘1277 | ↘1236 | ↗1237 |
| 2018  | 2021  |       |       |       |       |       |
| ↘1190 | ↘1132 |       |       |       |       |       |

## Состав сельского поселения
| №  | Населённый пункт | Тип населённого пункта       | Население |
| -- | ---------------- | ---------------------------- | --------- |
| 1  | Белоносовка      | деревня                      | 50        |
| 2  | Березнеговатка   | село, административный центр | 605       |
| 3  | Бредихино        | деревня                      | 7         |
| 4  | Бредихины Отруба | деревня                      | 5         |
| 5  | Георгиевка       | деревня                      | 256       |
| 6  | Данковка         | деревня                      | 0         |
| 7  | Лебедянка        | село                         | 280       |
| 8  | Матвеевка        | деревня                      | 132       |
| 9  | Студенка         | деревня                      | 119       |
| 10 | Ярлуково         | деревня                      | 47        |